# U-20サッカーオランダ代表
U-20サッカーオランダ代表（オランダ語: Nederlands voetbalelftal onder 20）は、オランダサッカー協会によって編成されるオランダのサッカーの20歳以下のナショナルチームである。20歳以下の選手を対象とするFIFA U-20ワールドカップに出場するためのチームである。

## FIFAワールドユース選手権・FIFA U-20ワールドカップの成績
| 開催年 | 結果               |
| ------ | ------------------ |
| 1977   | 予選敗退           |
| 1979   | 予選敗退           |
| 1981   | 予選敗退           |
| 1983   | ベスト8            |
| 1985   | 予選敗退           |
| 1987   | 予選敗退           |
| 1989   | 予選敗退           |
| 1991   | 予選敗退           |
| 1993   | 予選敗退           |
| 1995   | グループリーグ敗退 |
| 1997   | 予選敗退           |
| 1999   | 予選敗退           |
| 2001   | ベスト8            |
| 2003   | 予選敗退           |
| 2005   | ベスト8            |

| 開催年 | 結果     |
| ------ | -------- |
| 2007   | 予選敗退 |
| 2009   | 予選敗退 |
| 2011   | 予選敗退 |
| 2013   | 予選敗退 |
| 2015   | 予選敗退 |
| 2017   | 予選敗退 |
| 2019   | 予選敗退 |
| 2021   | 未開催   |
| 2023   | 予選敗退 |

## 歴代監督
- ケース・ライフェルス 1982-1983
- リナス・イスラエル 1994-1995
- ルイス・ファン・ハール 2001
- フォペ・デ・ハーン 2005
- ハンス・シュライフェル 2006-2010
- アドリー・コスター 2012
- レミ・レイニールセ 2012-2016
- ドワイト・ローデヴェヘス 2016-2017
- ペテル・ファン・デル・フェーン 2017-2018
- ベルト・コンターマン 2018-